# Glasgow Underground Recordings
Glasgow Underground Recordings — лейбл звукозаписи, принадлежащий Кевину Маккею.
Лейбл был основан в 1997 году, на котором записывались известные музыканты и группы: Romanthony, DJ Q, Mateo & Matos, Rose Smith, Muzuque Tropique, Milton Jackson и DJ Mash. В 2006 Кевин основал второй лейбл Present Records, на нём он выпустил 12 песен, кроме него на Present Records записались несколько известных исполнителей и групп, Das Pop, Cobra Dukes и Dada Life.
В 2011 Маккей выпустил на лейбле небольшое количество микстейпов и синглов.